# Alan Percy
Alan Ian Percy (ur. 17 kwietnia 1880, zm. 23 sierpnia 1930) – brytyjski arystokrata, syn Henry’ego Percy'ego, 7. księcia Northumberland i lady Edith Campbell, córki 8. księcia Argyll.

## Życiorys
Walczył podczas II wojny burskiej w latach 1901–1902 jako kapitan Grenadier Guards. Za postawę na polu bitwy otrzymał Medal Królowej. W 1908 r. brał udział w konflikcie w Sudanie, biorąc udział w operacjach w południowym Kurdufanie. Za tę kampanię otrzymał Medal Egiptu. Przez pewien czas był adiutantem lorda Greya. Podczas I wojny światowej walczył w szeregach Grenadier Guards i został odznaczony Legią Honorową.
Po śmierci ojca w 1918 r. został 8. księciem Northubmerland i zasiadł w Izbie Lordów. W tym samym roku został Lordem Namiestnikiem Northumberland. Na rok przed śmiercią, w 1929 r. został kanclerzem Uniwersytetu w Durham. W 1925 r. został kawalerem Orderu Podwiązki. Był również odznaczony Krzyżem Komandorskim Orderu Imperium Brytyjskiego oraz Krzyżem Kawalerskim Królewskiego Orderu Wiktoriańskiego.

## Życie prywatne
18 października 1911 r. poślubił lady Helen Magdalan Gordon-Lennox (13 grudnia 1886 – 13 czerwca 1965), córkę Charlesa Gordon-Lennoxa, 7. księcia Richmond i Isabel Craven, córki Williama Cravena. Alan i Helen mieli razem czterech synów i dwie córki:
- Henry George Alan Percy (15 lipca 1912 – 21 maja 1940), 9. książę Northumberland
- Hugh Algernon Percy (6 kwietnia 1914 – 11 października 1988), 10. książę Northumberland
- Elisabeth Ivy Percy (ur. 25 maja 1916), żona Douglasa Douglas-Hamiltona, 14. księcia Hamilton, ma dzieci
- Diana Evelyn Percy (23 listopada 1917 – 16 czerwca 1978), żona Johna Egertona, 6. księcia Sutherland, nie miała dzieci
- Richard Charles Percy (11 lutego 1921 – 1989), ożenił się z Sarah Norton i Clayre Campbell, miał dzieci z pierwszego małżeństwa
- Geoffrey William Percy (ur. 8 lipca 1925), ożenił się z Mary Lea, ma dzieci